# Float4
 (juillet 2017).
Float4 est un studio basé à Montréal qui créée des expositions d’œuvres numériques.

## Historique
Fondé en 2008, Float4 produit des installations immersives et interactives. Il crée sa propre plateforme[Quoi ?], RealMotion, pendant l'événement Infocomm 2017 à Orlando,,,,,. 
Float4 est composé de designer multimédias, de directeurs créatifs, de producteurs, de développeurs, de techniciens et d’intégrateurs.

## Projets et collaborations
(août 2023).

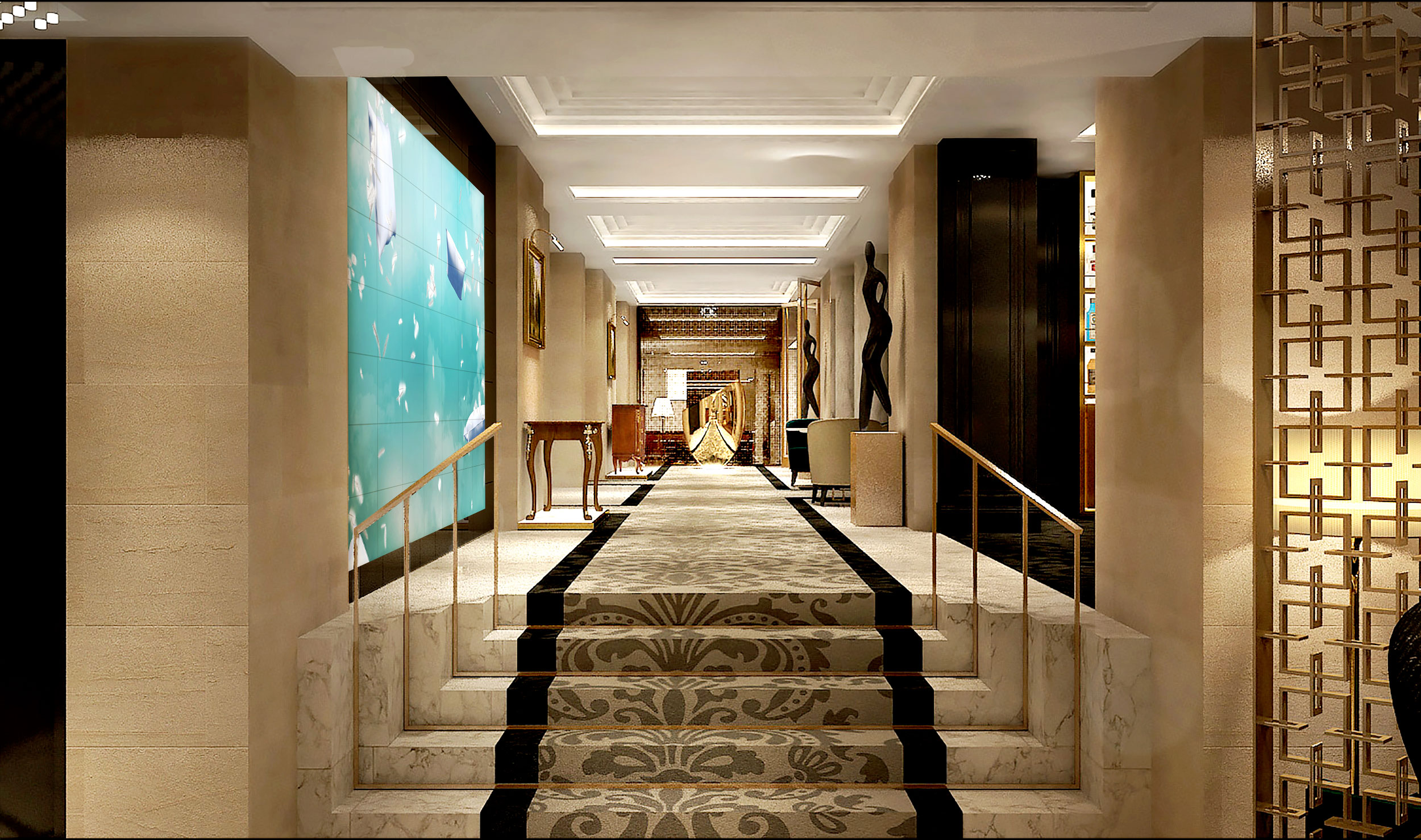
Sofitel Paris Baltimore, Mur interactif dans le lobby de l'Hôtel Sofitel Paris Baltimore

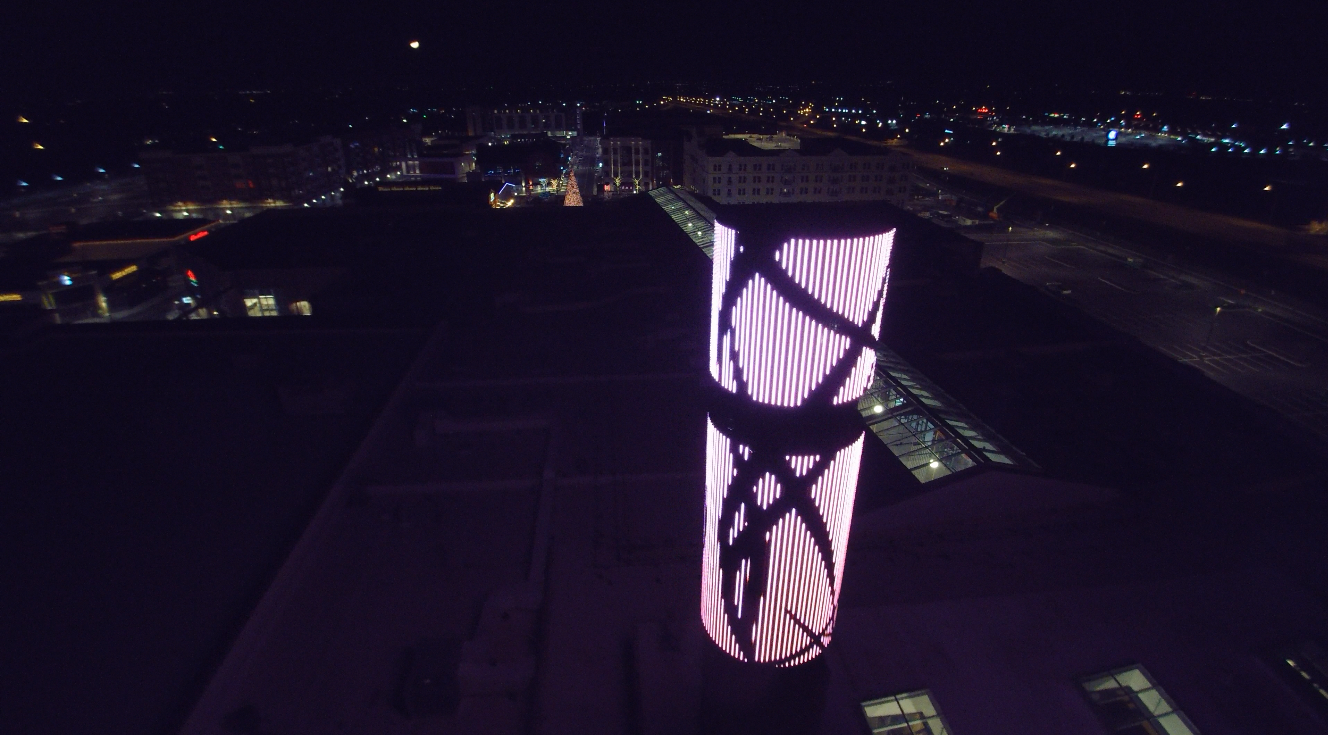
Liberty Lights, 2015, Cincinnati, Ohio

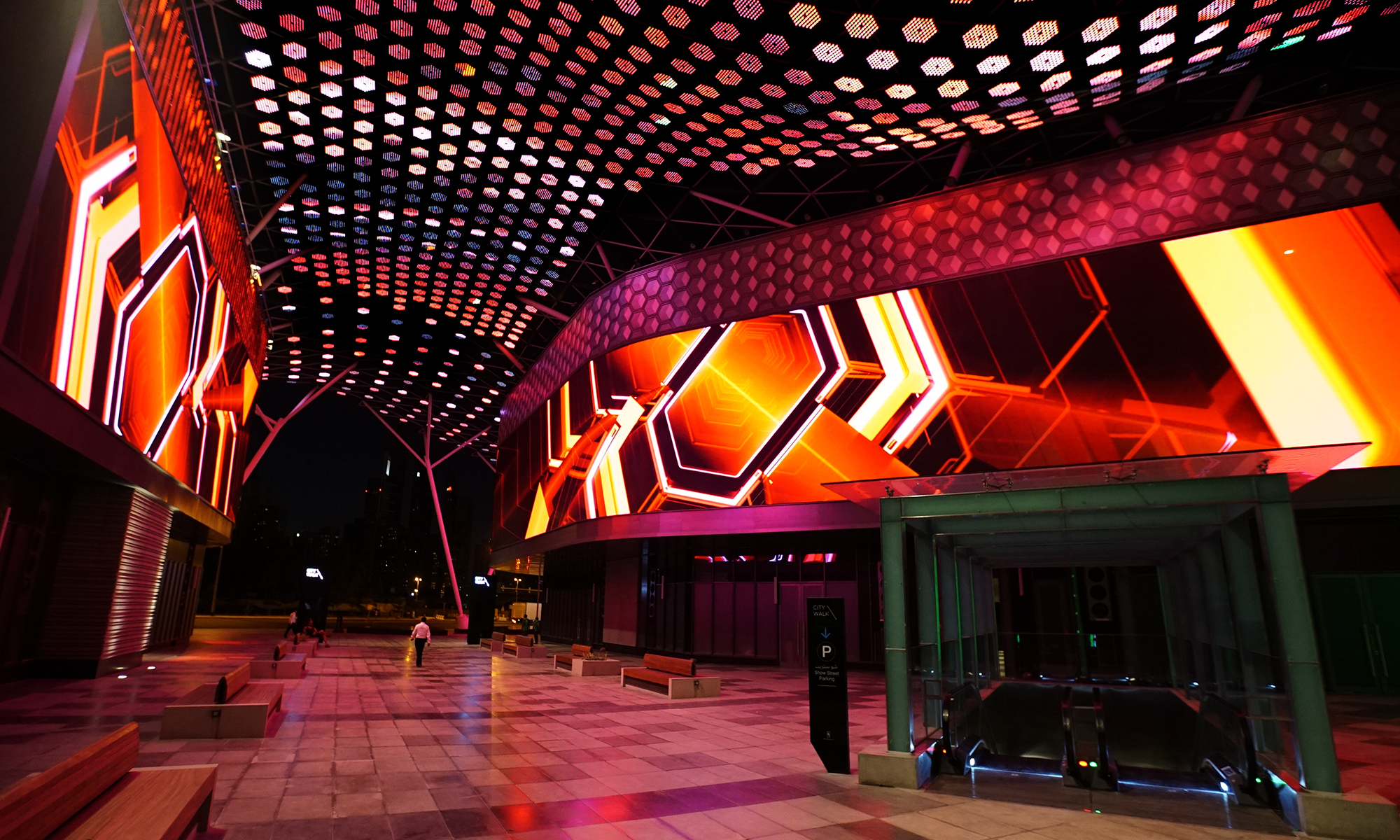
Float4 digital installation in City Walk Dubaï Mall

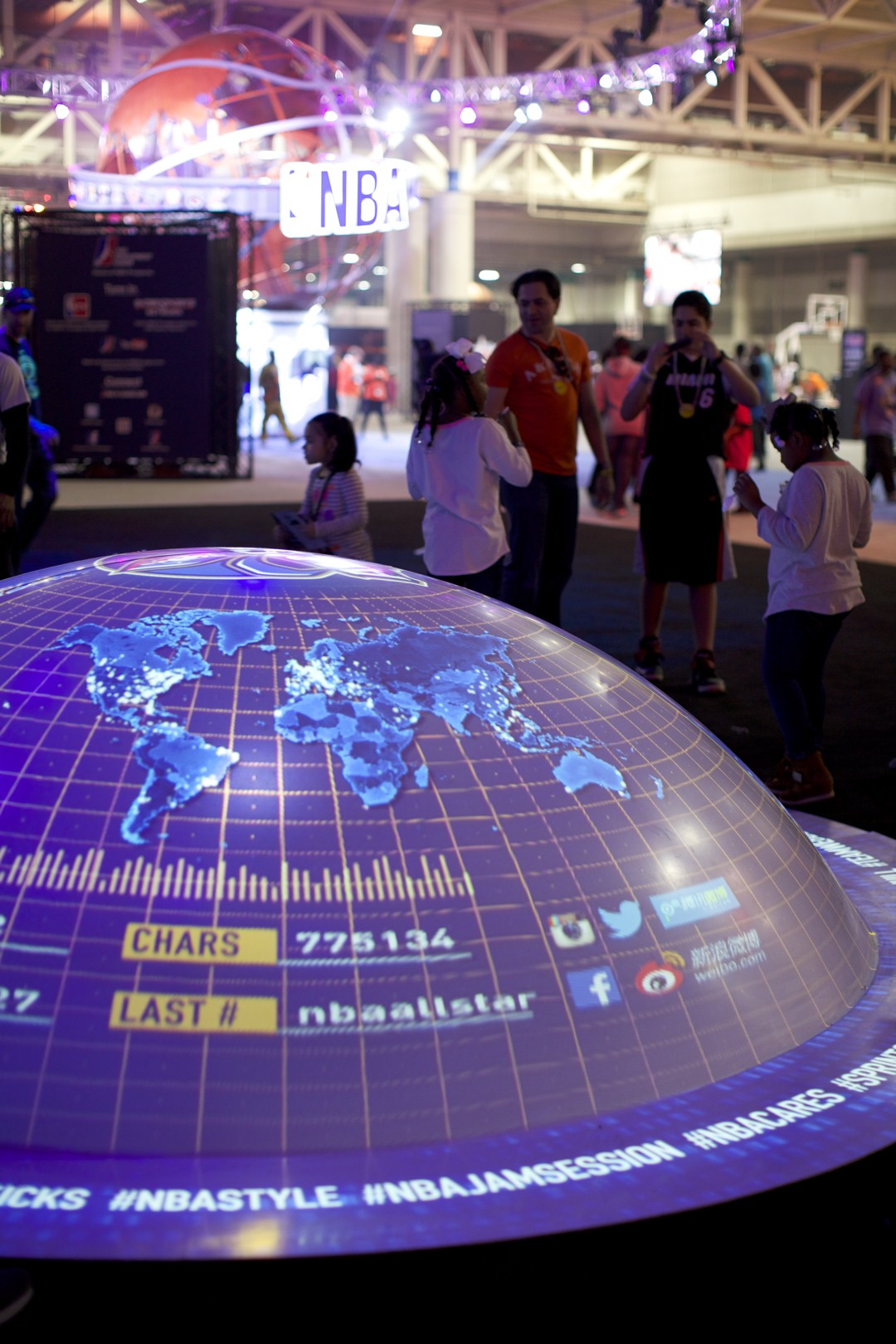
Jam Session NBA, 2014, Nouvelle-Orléans

- 2017 - Casino Seneca Buffalo Creek, Buffalo, USA[8]
- 2017 - Sofitel Paris Baltimore, Paris, France[9],[10]
- 2016 - Meraas City Walk, Dubaï, UAE[11],[12],[13],[14],[15]
- 2016 - eBay Main Street en collaboration avec ESI Design, San Jose, California[16]
- 2016 - Royal Caribbean en collaboration avec Material & Methods, Bateau de croisière Ovation of the Sea [17]
- 2015 - Liberty Lights, Cincinnati Ohio
- 2014 - Le siège Social de Desjardins , Montreal QC[18]
- 2014 - Ministère de la culture, Gouvernement du Québec
- 2014 - NBA All-Star jam session, La Nouvelle-Orléans, Louisiane[19]
- 2014 - SECU Mur interactif, Raleigh NC[20]
- 2014 - Mere Hotel, Mur interactif, Winnipeg[21]
- 2014 - Morguard Performance Court, Ottawa ON
- 2013 - Capco Siège Social, New York City[22]
- 2013 - 92e Prix Annuels ADC, Miami Beach[23]
- 2013 - SXSW, Austin TX
- 2012 - Palais des congrès Mur interactif, Montreal QC
- 2012 - Digi-key Plancher interactif, Munich
- 2012 - Marine Magnet École secondaire des sciences, Groton USA[24]
- 2012 - Saudi Aramco Siège social, Houston[25]
- 2012 - Canada House aux Jeux Olympiques de Londres, Londres
- 2012 - FishNet Security Mur interactif, Kansas City[26]
- 2012 - Antron Salle d'exposition @Neocon, Chicago[27]
- 2012 - One Drop's "Aqua" Exposition[28]
- 2012 - Davos World Economic Forum, Switzerland[29]
- 2011 - Hotel Gansevoort Mapping vidéo, New York City[30]
- 2011 - Saint-Luke's Hospital Mur interactif, Kansas City[31]
- 2011 - J.P Morgan Siège social, New York City
- 2011 - Sommet APEC, Honolulu
- 2011 - Novartis mur interactif, Stockholm
- 2011 - Garnier Luminato, Toronto ON
- 2011 - Tryst Night Club Mapping vidéo, Las Vegas
- 2011 - Flash:Ligh NY, New York City[32]
- 2011 - Wisconsin Institutes for Discovery, Madison Wisconsin[33]
- 2010 - Campagne publicitaire Kyocera, Chicago
- 2010 - Miami Dolphins Mur interactif, Miami
- 2010 - Verizon Centre des affaires exécutif, New Jersey